# 8545 McGee
A 8545 McGee (ideiglenes jelöléssel 1994 AM1) a Naprendszer kisbolygóövében található aszteroida. Brian G. W. Manning fedezte fel 1994. január 2-án.